# Eyes on Japan (fm osaka)
Eyes on Japan（アイズ・オン・ジャパン）は、fm osakaで2006年4月～同年9月まで放送されていたラジオ番組である。
前番組「6 sense+」と同様、放送時間は月曜～金曜7:00～8:20。ただし7:00～7:30と8:00～8:20はTFMネットプログラム（Eyes on Japan）であるため大阪ローカル部分は7:29～8:00のみとなっていた。
新聞の番組表や局のタイムテーブルでの番組名表記は「Eyes on Japan」であるが、大阪ローカル部分の放送では「Eyes on Japan 大阪エディション」とコールされていた。
基本的に前番組とほぼ同じ構成であった。
TOKYO FM、JFNのEyes on Japanが2006年9月で終了するに伴い、Eyes on Japan 大阪エディションも終了となった。

## 出演
- 大阪ローカル部分 月～水 大塚由美 木・金 下埜正太

この2人は次の番組「もぐもぐ」にも引き続き出演していた（もぐもぐは2006年10月以降も継続）。

## コーナー（2006年9月番組終了時点）
7:29～8:00 大阪ローカル部分
- 7:33頃 フライエミレーツ SPORTS ON AIR
サッカーを中心としたユーロスポーツのワンシーンをピックアップ。
- 7:38頃 トラフィック・リポート
- 7:45頃 コジマ・キャッチ・ザ・ワールド（TFMでも同名のコーナーがあるが内容は別、企画ネット番組）
インターネットのおすすめサイトを紹介している。
- 7:54 ヘッドラインニュース（拓伸提供）
- 7:58 トラフィック・リポート（日刊スポーツ提供）